# K5 League Seoul 2019
Die K5 League Seoul 2019 war die erste Spielzeit als höchste Amateurspielklasse und die erste Spielzeit insgesamt im südkoreanischen Fußball. Die Saison begann im April und endete im Juli. Anschließend folgen die Play-off-Spiele.

## Teilnehmer und ihre Spielstätten
| Team                 | Stadt                | Heimstadion          | In der Liga seit     | Vorjahresplatzierung         |                      |
| K5 League Seoul 2019 | K5 League Seoul 2019 | K5 League Seoul 2019 | K5 League Seoul 2019 | K5 League Seoul 2019         | K5 League Seoul 2019 |
| -------------------- | -------------------- | -------------------- | -------------------- | ---------------------------- | -------------------- |
| Byeoksan Players FC  | Seoul-Gwanak-gu      | Hyochang-Stadion     | 2019                 | Aufsteiger aus der K6 League |                      |
| FC Saebyeoknyeok     | Seoul-Nowon-gu       | Hyochang-Stadion     | 2019                 | Aufsteiger aus der K6 League |                      |
| FC Together          | Seoul-Seodaemun-gu   | Hyochang-Stadion     | 2019                 | Aufsteiger aus der K6 League |                      |
| FC HAS               | Seoul-Seodaemun-gu   | Hyochang-Stadion     | 2019                 | Aufsteiger aus der K6 League |                      |
| Hwagok 8 Dong FV     | Seoul-Gangseo-gu     | Hyochang-Stadion     | 2019                 | Aufsteiger aus der K6 League |                      |
| FC It-Pl             | Seoul-Seocho-gu      | Hyochang-Stadion     | 2019                 | Aufsteiger aus der K6 League |                      |

## Reguläre Saison
| Pl. | Verein                  | Sp. | S | U | N | Tore    | Diff. | Punkte |
| --- | ----------------------- | --- | - | - | - | ------- | ----- | ------ |
| 1.  | Byeoksan Players FC (N) | 5   | 5 | 0 | 0 | 023:000 | +23   | 15     |
| 2.  | FC It-Pl (N)            | 5   | 3 | 0 | 2 | 015:120 | +3    | 09     |
| 3.  | FC Together (N)         | 5   | 2 | 0 | 3 | 013:110 | +2    | 06     |
| 4.  | FC HAS (N)              | 5   | 2 | 0 | 3 | 012:150 | −3    | 06     |
| 5.  | FC Saebyeoknyeok (N)    | 5   | 2 | 0 | 3 | 007:140 | −7    | 06     |
| 6.  | Hwagok 8 Dong FV (N)    | 5   | 1 | 0 | 4 | 010:290 | −19   | 03     |

| Zum 5. Spieltag:                                                                                            |  |
| Qualifikation zur K5-League-Meisterschaft und Qualifikation zum Korean FA Cup 2020 Abstieg in die K6 League |  |
| |  |
| Zum Saisonende 2018:                                                                                        |  |
| (N) Aufsteiger aus der K6 League                                                                            |  |

## Statistik

### Torschützenliste
Bei gleicher Anzahl von Treffern sind die Spieler alphabetisch geordnet.
| Platz | Spieler       | Mannschaft          | Tore |
| ----- | ------------- | ------------------- | ---- |
| 01    | Lee Uh-yong   | FC HAS              | 5    |
| 0     | Park Jun-hong | FC It-Pl            | 5    |
| 03    | Han Ju-seong  | Byeoksan Players FC | 4    |
| 04    | Ho Seung-uk   | Byeoksan Players FC | 3    |
| 0     | Park Chan-uh  | Hwagok 8 Dong FV    | 3    |